# Chondrilla hispida
Chondrilla hispida là một loài thực vật có hoa trong họ Cúc. Loài này được (Pall.) Poir. mô tả khoa học đầu tiên năm 1811.